# Jan Šilhan
Jan Šilhan je český novinář a reportér, od července 2022 zahraniční zpravodaj České televize na Slovensku.

## Život
Pracuje v České televizi, kde je členem zahraniční redakce. Působil též jako redaktor pořadu Horizont ČT24. V roce 2022 byl vyslán jako zahraniční zpravodaj ČT na Ukrajinu, kde se zrovna odehrávala ruská invaze. Pokrýval začátek konfliktu mezi Izraelem a teroristickým hnutím Hamás v Pásmu Gazy krátce po útoku v říjnu 2023. Před přesunem do zahraničí spolumoderoval ranní zpravodajsko-publicistický pořad Studio 6 na ČT1 a ČT24.
Od července 2022 se stal zahraničním zpravodajem České televize na Slovensku, kde vystřídal Petra Obrovského. Pro Českou televizi pokrývá i dění v sousedním Rakousku a Maďarsku.